# Плешев (гміна)
Гміна Плешев (пол. Gmina Pleszew) — місько-сільська гміна у північно-західній Польщі. Належить до Плешевського повіту Великопольського воєводства.
Станом на 31 грудня 2011 у гміні проживало 30284 особи.

## Територія
Згідно з даними за 2007 рік площа гміни становила 180.15 км², у тому числі:
- орні землі: 77.00%
- ліси: 14.00%

Таким чином, площа гміни становить 25.31% площі повіту.

## Населення
Станом на 31 грудня 2011:
| Опис     | Загалом | Загалом | Чоловіки | Чоловіки | Жінки | Жінки |
| -------- | ------- | ------- | -------- | -------- | ----- | ----- |
| одиниця  | осіб    | %       | осіб     | %        | осіб  | %     |
| все      | 30284   | 100     | 14931    | 49.30    | 15353 | 50.70 |
| міське   | 17955   | 100     | 8722     | 48.58    | 9233  | 51.42 |
| сільське | 12329   | 100     | 6209     | 50.36    | 6120  | 49.64 |

## Сусідні гміни
Гміна Плешев межує з такими гмінами: Блізанув, Ґолухув, Добжиця, Котлін, Острув-Велькопольський, Рашкув, Хоч, Чермін.